# Thatheriinae
Thatheriinae é uma subfamília de gastrópodes pertencente a família Turridae.